# John Jarratt
John Jarratt (Wongawilli, 5 agosto 1951) è un attore, produttore cinematografico e regista australiano, conosciuto soprattutto per l'interpretazione del personaggio Terry Dodge nella serie televisiva australiana Le sorelle McLeod e per quello di Mick Taylor nei film Wolf Creek e Wolf Creek 2.

## Biografia
È nato e cresciuto a Wongawilli, sobborgo rurale del Nuovo Galles del Sud, vicino alla città di Wollongong. Suo padre era un minatore, e lavorò anche al progetto idroelettrico dei Monti Nevosi. 
Si è sposato tre volte: dalla prima moglie, Rosa Maiano, ha avuto due figli; il secondo matrimonio fu con l'attrice Noni Hazlehurst, con la quale ebbe altri due figli: Charlie e William. Si è quindi unito in matromonio con Cody Jarrett dalla quale ha avuto gli ultimi due figli: Jackson e Riley. La coppia si è separata nel 2012.
Jarrett vive a Doonan dopo aver vissuto nella regione delle Blue Mountains.

### Carriera cinematografica

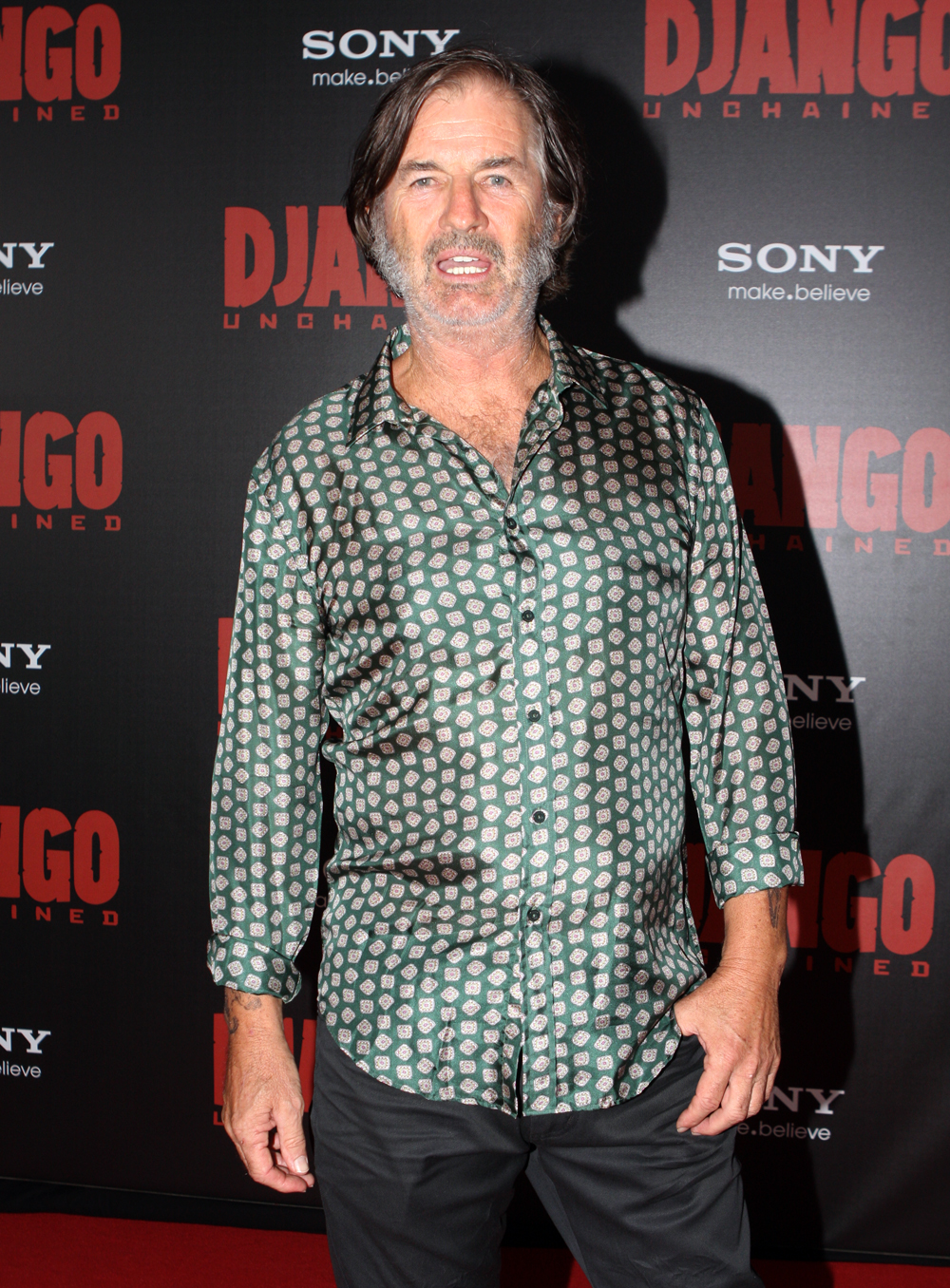
John Jarratt all'anteprima del film Django Unchained (2012).

Ha iniziato a recitare quando frequentava il liceo. Si è laureato presso il National Institute of Dramatic Art nel 1973. Il suo debutto al cinema avvenne due anni dopo, con il film The Great Macarthy. È apparso anche nel film Picnic ad Hanging Rock, dello stesso anno, e da protagonista in Summer City - Un'estate di fuoco (1977) con Mel Gibson. Altro ruolo di protagonista nella miniserie tv The Last Outlaw (1979), dove ha impersonato Ned Kelly. Nello stesso anno è nel cast del film di guerra The Odd Angry Shot, nei panni di un soldato vietnamita; nel 1995 recita invece in All Men Are Liars, nel ruolo di Barry.
Dopo un periodo di pausa, il suo ritorno avviene nel 2005 con il ruolo di protagonista nel film horror australiano Wolf Creek. Nel 2007 prende parte ai film Rogue e The Final Winter. Nel 2010 è stato protagonista del thriller australiano Bad Behaviour diretto da Joseph Sims e nel film indipendente Needle. Ha recitato un cameo in Django Unchained (2012), diretto da Quentin Tarantino, interpretando Floyd. Nel 2014 ha preso parte a Wolf Creek 2.

### Carriera televisiva
Abbandonato il cinema, si è dedicato alla televisione già a partire dai primi anni novanta. Ha infatti presentato insieme alla moglie Hazlehurst la serie televisiva australiana Better Homes and Gardens. Dal 1990 al 2000 è apparso in numerose serie tv: Ispettore Morse, Polizia squadra soccorso, Blue Murder, Water Rats e Blue Heelers - Poliziotti con il cuore. Nel 2001 entrò nel cast della serie tv Le sorelle McLeod, alla quale ha partecipato fino al 2006. Nel 2010 è stato testimonial per lo spot del marchio Husqvarna. Nel 2013 ha girato nel ruolo di guest star il 3º episodio della serie tv australiana Jack Irish.

### Produttore cinematografico
Ha esordito come produttore per il grande schermo nel 2008, creando la sua personale casa di produzione dal titolo Winnah Films. Il primo lungometraggio prodotto è stato Savages Crossing.

## Doppiatori italiani
- Piero Tiberi in Picnic ad Hanging Rock (Il lungo pomeriggio della morte)
- Saverio Moriones in Wolf Creek
- Vladimiro Conti in Django Unchained
- Angelo Nicotra in Wolf Creek 2